# 사뭇쁘라깐 시티 FC
사뭇쁘라깐 시티 FC(태국어: สโมสรฟุตบอลสมุทรปราการ ซิตี้)는 사뭇쁘라깐주를 연고로 하는 태국의 축구단이다.

## 역사
2018년 파타야 유나이티드 FC의 구단주가 연고지를 사뭇쁘라깐주로 바꾸고 클럽 이름을 사뭇쁘라깐 시티 FC로 바꾸면서 새로이 재창단되었다.

## 역대 감독
| 감독            | 임기      |
| --------------- | --------- |
| 이시이 마사타다 | 2019~2021 |
| 요시다 야스시   | 2021~2022 |
| 타나 차나붓     |           |